# Асенсион
Асенсион (енгл. Ascension), познато и као острво Успећа или Вазнесенско острво, изоловано је, мало, тропско, вулканско острво у јужном Атлантику. Припада Британској прекоморској територији Света Јелена, Асенсион и Тристан да Куња.
Острво Асенсион угошћује једну од четири земаљске антене (друге су на острву Кваџалејн, атолу Дијего Гарсија и Кејп Канавералу) које помажу у раду навигацијског система: ГПС (глобални систем позиционирања). НАСА на овом острву, у објекту званом Џон Африкано НАСА / АФРЛ опсерваторија за орбиталне остатке, управља аутономним телескопом класе мерача (МКАТ) који служи за праћење орбиталних остатака, потенцијално опасних за оперативне летјелице и астронауте.
На острву се налазе америчка и британска војна база. Сво становништво је досељено и углавном ради у војним базама.
Асенсиону је име дао истраживач Алфонсо де Албукерк који је ово острво открио 20. маја 1503, на дан црквеног празника Успећа (порт. Assunção).
Асенсион има и додељени интернет домен .ac.

## Положај
Налази се између Африке и Јужне Америке, око 1.600 km од афричке обале. Површина острва је 91 km². Острво је вулканског порекла. Највиши врх је на 924 метра. Налази се 7°56' јужно од Екватора у јужном Атлантском океану. То је око 1.600 km од обале Африке и 2.250 km од обале Бразила. Њиме се управља као делом Британског прекоморског подручја Свете Јелене и Тристан да Куња, од којих је главно острво Света Јелена око 1.300 km на југоистоку. Територија такође укључује ретко насељен архипелаг Тристан да Куња, отприлике 3.730 km ка југу што је на пола пута до Антарктичког круга. Острво је лоцирано на станици Краљевског ваздухопловства, станици за праћење ракете Европске свемирске агенције. На њему лоциране су англо-америчке обавештајне службе и ББЦ Светски сервис. Острво је интензивно коришћено као стајалиште британске војске током Фолкландског рата.

## Историја
Острво Асенсион добило је име по дану свог открића, а то је био дан Вазнесења Господњег.

### Проналазак острва
Године 1501. португалски навигатор Жоао да Нова приметио је острво на дан Успећа, који је пао на 21. мај те године) и назвао га „Дан успећа” у част истоименог хришћанског празника. Суво и неплодно, острво није било од великог значаја пролазним бродовима, служило је само за сакупљање свежег меса, и на њега није полагала право португалска круна. Поморци су могли ловити бројне морске птице и огромне женке зелене корњаче које су полагале јаја на пешчаним плажама. Португалци су такође увели козе као потенцијални извор меса за будуће поморце. Острво Асенсион представљало је важно и сигурно уточиште и станица за наплату поморцима и комерцијалним авионима током дана међународних авионских летова. Током Другог светског рата била је важна морнаричка и ваздушна станица, посебно обезбеђујући противподморничке ратне базе у бици на Атлантику. Оно је гарнизовано од стране британског Адмиралитета од 22. октобра 1815. до 1922. године. У фебруару 1701, ХМС Ребук (ратни брод Краљевске морнарице) којим је командовао Вилијам Дампир, потонуо је у заједничком сидришту у заливу Kларенс на северозападу острва. Шездесет мушкараца је преживело и спашено након два месеца. Скоро сигурно, након неколико дана, пронашли су снажан извор воде у високом унутрашњем дијелу острва, у данашњој назубљеној долини (ниже на планини, налази се много мањи извор воде, који су људи назвали Дампировим капљем, вероватно погрешно протумачивши Дампирову причу).

### Организовано насељавање
Организовано насељавање острво Асенсион започело је 1815. године, када су Британци као предострожност, подигли војну базу на острву, након што су Наполеона Првог затворили на Светој Jелени, која се налази југоисточно од Асенсиона. 22. октобра, крстарице Зенобиа и Перувиан су га заузеле и положиле право на острво у име краља Џорџа Трећег. Краљевска морнарица прогласила је острво каменом фрегатом (поморском установом на острву) ХМС Асенсион, са класификацијом „Једрилица са једним јарболом са главним једром и крилом.” (ен. Sloop of War of the smaller class)
Локација острва учинила га је корисном тачком заустављања бродова и комуникација. Краљевска морнарица је острво користила као опскрбну станицу за бродове, нарочито оне у западној Африци, који су спречавали трговину робљем. Гарнизон Краљевских маринаца био је базиран на Асенсиону од 1823. године, а пуковник Едвард Николс постао је први командант.

## Географија
Главно острво има површину од око 88 km². Врх је вулкана, који се уздиже 100 км западно од МАР (Гребена средњег океана), а већи део острва је пустош, остатак лаве и шљаке; идентификовано је четрдесет четири различита успавана кратера.

### Геологија
Острво је геолошки млада формација, врх подводног вулкана који се уздигао изнад таласа пре само милион година. Иако је вулканска активност углавном повезана са границом МАР-а плоче 80 км према западу, Асенсион има и неке карактеристике које се обично повезују са вулканском врућом тачком. Чини се да је то резултат мањег облака огртача који је првобитно настао под средњоатлантским гребеном, прије него што се афричка плоча, заједно са самим средњоатлантским гребеном, померила на исток — остављајући (стационарни) облак на својој тренутној локацији западно од гребенa. Његова последња ерупција се можда догодила у шеснаестом веку. Због кратке историје изнад воде, тло се углавном састоји од клинкера.
Острво се састоји од широког спектра алкалних стена атипичних за океанска острва, од базалта преко трахиандезита и трахита до риолита. Називају га и „Црна вулканска стена”.

### Клима
Асенсион има врелу пустињску климу (ВПК, према класификацији климе у Копену). Температуре на обали су просечне од 22,7—27,8 °C (72,9—82,0 °F), а око 5—6 °C (41—43 °F) на највишој тачки.Кишни пљускови могу да се појаве у било које време током године, али су обилнији од јуна до септембра. Иако је острво у тропској зони, просечна годишња количина падавина је веома ниска. Узрок томе може бити релативно ниска температура океанске воде, јер Бенгуела струја и Сaут Екваторијал струја теку према сјеверу западно од Африке. Ове струје доносе ефекте хлађења око источног јужног Атлантског океана. Тропски циклони се такође ретко јављају у јужном Атлантском океану који могу бити узроковани истим феноменом, као и јаким вертикалним смицањем ветра.
| Климатска својства острва Асенсион     | Климатска својства острва Асенсион | Климатска својства острва Асенсион | Климатска својства острва Асенсион | Климатска својства острва Асенсион | Климатска својства острва Асенсион | Климатска својства острва Асенсион | Климатска својства острва Асенсион | Климатска својства острва Асенсион | Климатска својства острва Асенсион | Климатска својства острва Асенсион | Климатска својства острва Асенсион | Климатска својства острва Асенсион | Климатска својства острва Асенсион |
| Mесец                                  | Jан                                | Феб                                | Mар                                | Aпр                                | Mај                                | Jун                                | Jул                                | Aвг                                | Сеп                                | Oкт                                | Нов                                | Дец                                | Година                             |
| -------------------------------------- | ---------------------------------- | ---------------------------------- | ---------------------------------- | ---------------------------------- | ---------------------------------- | ---------------------------------- | ---------------------------------- | ---------------------------------- | ---------------------------------- | ---------------------------------- | ---------------------------------- | ---------------------------------- | ---------------------------------- |
| Рекорд највише температуре °C (°F)     | 31.7 (89.1)                        | 31.7 (89.1)                        | 31.7 (89.1)                        | 32.2 (90.0)                        | 31.7 (89.1)                        | 30.6 (87.1)                        | 30.6 (87.1)                        | 28.9 (84.0)                        | 28.9 (84.0)                        | 28.9 (84.0)                        | 30.0 (86.0)                        | 30.6 (87.1)                        | 32.2 (90.0)                        |
| Просечна температура °C (°F)           | 28.3 (82.9)                        | 29.4 (84.9)                        | 30.0 (86.0)                        | 30.0 (86.0)                        | 28.9 (84.0)                        | 27.8 (82.0)                        | 27.2 (81.0)                        | 26.1 (79.0)                        | 26.1 (79.0)                        | 26.1 (79.0)                        | 26.7 (80.1)                        | 27.2 (81.0)                        | 27.8 (82.0)                        |
| Просек ниске температуре °C (°F)       | 22.8 (73.0)                        | 23.9 (75.0)                        | 24.4 (75.9)                        | 24.4 (75.9)                        | 23.9 (75.0)                        | 22.8 (73.0)                        | 22.2 (72.0)                        | 21.1 (70.0)                        | 21.1 (70.0)                        | 21.1 (70.0)                        | 22.2 (72.0)                        | 22.6 (72.7)                        | 22.7 (72.9)                        |
| Rекорд најниже температуре °C (°F)     | 18.9 (66.0)                        | 20.0 (68.0)                        | 21.1 (70.0)                        | 20.6 (69.1)                        | 19.4 (66.9)                        | 19.4 (66.9)                        | 19.4 (66.9)                        | 18.3 (64.9)                        | 17.2 (63.0)                        | 18.3 (64.9)                        | 17.8 (64.0)                        | 17.8 (64.0)                        | 17.2 (63.0)                        |
| Просечна количина падавина мм (инчи)   | 8 (0.3)                            | 10 (0.4)                           | 38 (1.5)                           | 30 (1.2)                           | 10 (0.4)                           | 15 (0.6)                           | 13 (0.5)                           | 10 (0.4)                           | 10 (0.4)                           | 13 (0.5)                           | 8 (0.3)                            | 8 (0.3)                            | 173 (6.8)                          |
| Просечни дани по падавинама (≥ 0,3 mm) | 7                                  | 5                                  | 7                                  | 8                                  | 6                                  | 8                                  | 7                                  | 8                                  | 10                                 | 12                                 | 8                                  | 8                                  | 94                                 |
| Просечна влажност ваздуха (%)          | 74                                 | 73                                 | 73                                 | 73                                 | 70                                 | 69                                 | 69                                 | 70                                 | 73                                 | 73                                 | 72                                 | 73                                 | 72                                 |
| Релативно сунчани дани према месецима  | 229                                | 224                                | 276                                | 267                                | 264                                | 260                                | 239                                | 217                                | 165                                | 161                                | 159                                | 198                                | 2,659                              |
| Извор: Deutscher Wetterdienst          |                                    |                                    |                                    |                                    |                                    |                                    |                                    |                                    |                                    |                                    |                                    |                                    |                                    |
| Danish Meteorological Institute        |                                    |                                    |                                    |                                    |                                    |                                    |                                    |                                    |                                    |                                    |                                    |                                    |                                    |

## Екологија

### Биљни свет
Ендемична флора укључује биљке као што су Pteris adscensionis, Asplenium ascensionis, Euphorbia origanoides и изумрле врсте Oldenlandia adscensionis, Sporobolus durus и Dryopteris ascensionis. Сматрало се да је Anogramma ascensionis изумрла због губитка станишта, све док на острву 2010. години нису пронађене четири биљке. Затим је успешно узгојено преко 60 јединки. Португалски истраживачи пустили су козе у 1500-им годинама због којих су изумрле многе врсте. После увођење зечева, оваца, пацова и магараца, као и преко 200 увезених врста додатно су маргинализовали изворну флору.
До 1843. острво је било неплодно са неколико биљака. Међутим, због увођења врста од стране Британаца, Зелена планина острва Асенсион је сада једна од ретких плански посађених шума великих размјера, и постепено расте сваке године. Њена највиша тачка се налази на висини од 859 м. Тамо расту не домаће биљке, а круна Зелене планине је бујна шума бамбуса. Са једне стране је велики број високих норфолских араукарија, стабала која су засадили британски морнари, који је требало да се користе за замјену јарбола на једрењацима. У јуну 2005. године отворен је први Национални парк на Острву Асенсион: Национални парк Зеленa планинa.
Prosopis juliflora, врста мескита познатог као мексички трн, увели су инжењери ББЦ-а да вежу суву површину када су стигли 1966. године да би изградили краткоталасну станицу. Она је напредовала на голој лави острва — процењује се да је до 2016. године постојало 38.000 грмова. Његово ширење је било деструктивно за друге врсте, а тренутни продор на ивице плажа угрожава оне који користе овај простор, као што је зелена корњача. Његово издржљиво корење може се проширити до 30 метара дубине. Локалне власти разматрају начине контроле или искорјењивања истих.

### Животињски свет
Увезени су разни сисари: магарци, овце, мачке и пацови. Локални гмизавци укључују две врсте гуштера. Ендемске врсте инсеката укључују врсту књишких ваши Troglotroctes ashmolearum, која је пронађена у пећинама и између блокова лаве. Мухе представљају проблем у летњим месецима.
Највећа животиња је копнени рак Johngarthia lagostoma. На мору постоји мноштво риба отвореног океана, укључујући ајкуле, ваху, туне, боните, баракуде, марлине, црне рибице и морске рибе. Заштићена зелена корњача је можда најзначајнија од ендемске фауне која долази на обалу да положи јаја на плаже од новембра до маја. Корњаче су редовно сакупљане до 1930. године, када је овај лов забрањен. До 1970. популација корњача је почела да се опоравља. Од 1970-их година, када су записи почели, до 2014. године, број гнијезда зелених корњача се повећао за 500%, па је сваке године њихов укупан број око 24.000 гнезда на главној плажи на острву.
На копну се налазе такве не-изворне птице као што су канаринци, франколини, мина, врапци и воскови. Чаробне чигре гнезде се на морској обали. Друге морске птице укључују неке врсте морских птица, бела чигра, смеђи ноди, црни ноди. Асенсионски тркавац (Mundia elpenor) је изумро почетком деветнаестог века.
Поред источне обале Асенсиона налази се острвце Boatswain Bird Island. То је уточиште за морске птице од пацова, мачака и људи који су дошли на острво Асенсион из Европе и Африке. Након успешне кампање коју је предводило Краљевско друштво за заштиту птица, главно острво је 2006. проглашено слободним од дивљих мачака, а морске птице се поново гнијезде на острву Асенсион.

## Влада
Асенсион је део британске прекоморске територије заједно са Светом Јеленом и Тристаном да Куња. Извршна власт припада краљу Чарлсу III, кога представља гувернер Свете Јелене, Асенсиона и Тристана да Куње. Како гувернер пребива у Џејмстауну на Светој Јелени, именован је администратор који ће заступати гувернера на острву Асенсион.

### Веће острва Асенсион
Као резултат промена у уставном уређењу за Острво Асенсион, изабрано је прво острвско вијеће од седам чланова, које је ступило на дужност 1. новембра 2002. Ово Вијеће је распуштено наредбом гувернера Свете Јелене 24. октобра 2005. године Нови избори одржани су 16. новембра 2005. године. 697 бирача бирало је између десет кандидата који су се борили за седам мјеста.
Шест од седам чланова поднело је оставку у јануару 2007. године у увјерењу да „помажу да се легитимизује демократија која заиста не постоји на Острву Асенсион”. Тачан претходни цитат и његов цитат не постоји од маја 2018. године, али меморандум који је послала група становника Асенсиона сугерише да је управљање економским развојем, опорезивањем и заступањем довело до спора и да је свих шест одборника поднело оставку (пет од одједном). Меморандум наводи: „Изабрани Савет је коришћен за легитимацију незаконитог система који никада није био права демократија и, изгледа, никада није био намераван да буде.” Према томе, расписани су општи избори, али по завршетку номинација било је само два кандидата. Избори су отказани, а гувернер је суспендовао острвско вијеће на 12 мјесеци. Наведено је да ће избори бити одржани у априлу 2008. године, али након консултација ово је продужено до октобра. Коначно, кандидати су изабрани за формирање новог острвског вијећа, које је положило заклетву 27. октобра 2008.
Асенсион има свој локални систем права, који се углавном заснива на законима Свете Јелене и неким деловима енглеског права са измјенама. Острвско вијеће савјетује о новим или ревидираним законима. Тамо гдје не постоји локално законодавство, закон о Светој Хелени може се користити тамо гдје је то прикладно и прикладан за локално прилагођавање, или се доноси посебан закон о Асенсиону. Законодавство о запошљавању је мешавина уговорног права и Правилника о заштити радника, који гарантује уговор и обавезује послодавце да обезбеде бесплатан смештај, медицинско осигурање, храну (или додатак за храну) и путовања.
Устав Свете Јелене, Асенсиона и Тристана да Куње из 2009. прогласила је Краљица и Крунски Савет 8. јула, а ступио је на снагу у септембру 2009. Нови устав замијенио је верзију из 1988. године, а међу осталим измјенама ограничио је овлашћења гувернера, укључивао је „Bill of Rights”, успоставио независност правосуђа и јавне службе, и одредио гувернера Свете Јелене као, истовремено, гувернера за Асенсион и Тристан да Куња. Завршио је статус „зависности” Асенсиона и Тристана да Куње у односу на Свету Јелену, који је постојао, за административну погодност, од 1922.

## Демографија
На попису из фебруара 2016. године, 806 људи су забележени као становници на острву Асенсион, 556 са Свете Хелене (звани „свеци”) и 250 људи других националности. РАФ на острву Асенсион има 17 запослених. Никада није било аутохтоног становништва на острву.
Постоји пет насеља:
- Џорџтаун (главно цивилно насеље и главни град острва)

- Два чамца (цивилно село, са школом)

- Кет Хил (главна база САД на острву)

- Путниково брдо (Краљевска ваздухопловна база)

- Аеродром Видавејк (са станицом Ројал Ер Форс).

Поред тога, постоје неке колибе на Зеленој планини, у којима повремено станују посјетиоци, као и резиденција, службена резиденција администратора.
За улазак на острво Асенсион, појединцима је потребна писмена дозвола администратора. Нема сталних становника. Уговор о запослењу је услов за боравак на острву, иако су краткорочне посјете туриста могуће уз претходно одобрење. Британска влада је потврдила да на острву Асенсион нема „права пребивалишта”. Као што је локални лист Д Ајленд'р (енгл. The Islander) извештавао у то време, неки бивши чланови Савета и 4 запослена странца су истакли да, иако је договорено да нема права боравка, власти су претходно навеле да ће размотрити могућност промене закона којим се дозвољавају право боравка и куповине имовине, али је одлучено да то не буде учињено.